# Croix de Louroux-Bourbonnais
La croix de Louroux-Bourbonnais est une croix située à Louroux-Bourbonnais, en France.

## Localisation
La croix est située sur la commune de Louroux-Bourbonnais, dans le département français de l'Allier.

## Historique
L'édifice est classé au titre des monuments historiques en 1928.